# Effetto Volta
L'effetto Volta è il fenomeno per cui tra due conduttori metallici diversi posti a contatto, in equilibrio termico (con uguale temperatura), caratterizzati da differenti valori del lavoro di estrazione, si stabilisce una piccola differenza di potenziale.
Tale potenziale determina una corrente elettrica, ovvero un flusso di elettroni dal metallo a potenziale di estrazione minore verso quello con potenziale di estrazione maggiore (dove gli elettroni hanno energia di legame maggiore).

## Le tre leggi
L'effetto fu studiato dal fisico Alessandro Volta, che dai suoi lunghi esperimenti con la Pila di Volta ricavò tre leggi:
- 1ª legge: il contatto tra due metalli diversi alla stessa temperatura fa sì che si stabilisca una differenza di potenziale caratteristica della natura dei metalli che non dipende dall'estensione del contatto (effetto Volta)
- 2ª legge: in una catena di conduttori metallici diversi tra loro e posti alla stessa temperatura, la differenza di potenziale tra i due metalli estremi è la stessa che si avrebbe se essi fossero a contatto diretto.

Per la terza legge bisogna ricordare la distinzione che Volta fece tra i conduttori di prima specie, ovvero quei conduttori per cui è valida la 2ª legge (i metalli) e i conduttori di seconda specie, ovvero quei conduttori che violano la 2ª legge (soluzioni di acidi, basi e sali)
- 3ª legge: tra due metalli della stessa natura si ha una differenza di potenziale se essi sono gli estremi di una catena di conduttori della quale fanno parte due metalli diversi con interposto un conduttore di seconda classe.

## Materiali non metallici
L'effetto Volta non vale solo per gli elementi conduttori, ma per tutti gli elementi, anche se nel caso dei non conduttori la migrazione di elettroni è minore.
Un esempio semplice: se appoggio una penna a sfera sulla manica della maglia, la penna non attira pezzetti di carta. Se invece strofino la penna sulla maglia, la penna attira la carta. In verità la penna di plastica si era già un po' caricata elettricamente al contatto ma questo si può verificare solo con un microelettroscopio. Lo strofinio serve solo per aumentare la superficie a contatto e quindi aumentare il numero di elettroni che passano da una sostanza all'altra.